# Festival RTP da Canção 2025
El Festival RTP da Canção 2025 fue la LVIX edición del tradicional festival de la canción portuguesa. Este festival sirvió como preselección para elegir al representante luso en el Festival de la Canción de Eurovisión 2025.
La final se celebró el 8 de marzo de 2025 en los estudios de la RTP en la capital Lisboa, contando con dos semifinales previas llevadas a cabo en la misma sede los días 22 de febrero y 1 de marzo. La canción ganadora y, por tanto, representante de Portugal en Eurovisión, fue «Deslocado» del grupo madeirense NAPA, que obtuvo 17 puntos de 24 puntos posibles, tras quedar cuartos en la votación del jurado (que se decantó por Diana Vilarinho) y segundos del televoto (que se decantó por HENKA). De esta forma, NAPA se convirtió en el primer ganador desde 2021 que gana el festival sin haber vencido en ninguno de los dos grupos de votación.

## Organización

### Formato
La competencia consistió en dos semifinales y una final. En total compitieron 20 canciones aspirantes divididas entre las dos semifinales, es decir, participando 10 en cada una. Las semifinales tuvieron dos rondas de votación cada una: en la primera ronda, las cinco canciones más votadas entre el panel de jurado profesional compuesto por 7 profesionales invitados por la RTP (50%) y el televoto (50%) pasaron directamente a la final, siendo convertidos los resultados de ambos en una votación al estilo de Eurovisión: 12 puntos al mejor puntuado, 10 puntos al segundo y 8-1 al resto de las canciones en orden decreciente. En caso de empate en la última posición de clasificación, avanzó la canción(es) mejor(es) puntuada(s) por el jurado. Posteriormente, se reiniciaron las votaciones del público con las cinco canciones restantes, pasando a la final la más votada, dando un total de 6 clasificados por cada semifinal.
En dicha final, las doce canciones clasificadas volvieron a ser interpretadas, siguiendo el mismo sistema de votación que en las galas anteriores, solamente cambiando el panel del jurado profesional por 7 paneles de 3 profesionales cada uno, representando las 7 regiones del territorio luso: Norte, Centro, Lisboa y Valle del Tajo, Alentejo, Algarve, Madeira y Azores. En caso de empate tras la sumatoria del jurado y el televoto en el primer lugar, venció la canción mejor puntuada por el televoto.
De esta forma se determinó la canción ganadora y representante de Portugal en el Festival de la Canción de Eurovisión 2025.

### Presentadores
Cada gala del festival fue presentada por una dupla de presentadores diferentes:
| Presentador             | Profesión                                    | Gala                             | Ref.  |
| ----------------------- | -------------------------------------------- | -------------------------------- | ----- |
| José Carlos Malato      | Presentador de televisión y locutor de radio | 1era. Semifinal                  | [ 5 ] |
| Jorge Gabriel           | Presentador de televisión y periodista       | 1era. Semifinal                  | [ 5 ] |
| Tânia Ribas de Oliveira | Presentadora de televisión                   | 2da. Semifinal                   | [ 6 ] |
| Sónia Araújo            | Presentadora de televisión                   | 2da. Semifinal                   | [ 6 ] |
| Vasco Palmeirim         | Presentador de televisión y locutor de radio | Final                            | [ 7 ] |
| Filomena Cautela        | Presentadora de televisión y actriz          | Final                            | [ 7 ] |
| Alexandre Guimarães     | Locutor de radio                             | Green Room (semifinales y final) | [ 8 ] |
| Catarina Maia           | Reportera y locutora de radio                | Green Room (semifinales y final) | [ 8 ] |
| Wandson                 | Personalidad de redes sociales               | Green Room (semifinales y final) | [ 8 ] |

### Jurado

#### Jurado de Semifinales
Durante las semifinales, el 50% de la votación recayó en un panel de 7 jurados profesionales previamente seleccionado por la RTP:
| Presentador             | Profesión                                                                              |
| ----------------------- | -------------------------------------------------------------------------------------- |
| Fábia Rebordão          | Cantante, participante del Festival da Canção 2022 como compositor                     |
| iolanda                 | Cantante, representante de Portugal en 2024                                            |
| Kady                    | Cantante, participante del Festival da Canção 2020                                     |
| Margarida Pinto Correia | Periodista                                                                             |
| Martim Sousa Tavares    | Presentador de televisión y radio                                                      |
| Miguel Ribeiro          | Cantante, participante del Festival da Canção 2023 como integrante de "The Happy Mess" |
| Tiago Nacarato          | Cantante, participante del Festival da Canção 2020 como compositor                     |

## Participantes
El 14 de agosto de 2024, la RTP publicó el reglamento del Festival da Canção, confirmando que se seleccionarían veinte participantes en el festival escogidos a través de dos procesos paralelos de selección: el primero, con el que se seleccionaría a 14 artistas mediante invitación directa de la televisora portuguesa, teniendo desde ese día hasta el 31 de octubre para el envío de la candidatura. Los seis lugares restantes se seleccionarían a través de un proceso abierto de recepción de canciones desde ese mismo día hasta el 15 de octubre. En ambos procesos, las candidaturas seleccionadas tuvieron como límite el 30 de noviembre para enviar la versión final de las mismas. Posteriormente, la RTP confirmó la recepción de 633 candidaturas a través del proceso abierto. El 5 de noviembre de 2024 se anunciaron a los veinte compositores seleccionados.
Los 14 compositores seleccionados por medio de invitación directa fueron:
| - A Cantadeira - Beato - Bluay - Bombazine - Emmy Curl | - EU.CLIDES - Fernando Daniel - Jéssica Pina - Luca Argel - Marco Rodrigues | - Margarida Campelo - Os NAPA - Peculiar - Tiago Sampaio |

Mientras los 6 compositores seleccionados por medio de la convocatoria abierta fueron:
- Capital da Bulgária
- Diana Vilarinho
- HENKA
- Inês Marques Lucas
- JOSH
- Xico Gaiato

### Canciones
El 23 de enero de 2025, fueron anunciados los títulos y los intérpretes de las canciones seleccionadas, siendo publicados los lyrics videos ese mismo día en el sitio oficial del festival en YouTube, así como el álbum recopilatorio de los temas en plataformas digitales, publicado bajo el sello Sony Music Entertainment Portugal.
| Artista                    | Canción (Traducción)                             | Idioma    | Compositor Invitado | Música & Letra                                                                                    | Selección            |
| -------------------------- | ------------------------------------------------ | --------- | ------------------- | ------------------------------------------------------------------------------------------------- | -------------------- |
| A Cantadeira               | «Reponso a Mulher» (Respuesta a la mujer)        | Portugués | A Cantadeira        | Música: Joana Negrão Letra: Joana Negrão                                                          | Invitación directa   |
| Bluay                      | «Ninguém» (Nadie)                                | Portugués | Bluay               | Música: Bluay Letra: Bluay, Murta                                                                 | Invitación directa   |
| bombazine                  | «Apago Tudo» (Apago todo)                        | Portugués | bombazine           | Música y Letra: Filipe Andrade, Manuel Figueiredo, Manuel Granate, Manuel Protásio, Vasco Granate | Invitación directa   |
| Capital Da Bulgária        | «Lisboa» (Lisboa)                                | Portugués | Capital Da Bulgária | Música: Capital Da Bulgária Letra: Capital Da Bulgária                                            | Convocatoria abierta |
| Diana Vilarinho            | «Cotovia» (Alondra)                              | Portugués | Diana Vilarinho     | Música: Joana Alegre, Diana Vilarinho, Ricardo Ribeiro Letra: Joana Alegre                        | Convocatoria abierta |
| Du Nothin                  | «Sobre Nós» (Sobre nosotros)                     | Portugués | Beato               | Música: Beato Letra: Jorge Ferreira, Beato                                                        | Invitación directa   |
| Emmy Curl                  | «Rapsódia Da Paz» (Rapsodia de paz)              | Portugués | Emmy Curl           | Música: Emmy Curl Letra: Catarina Miranda, Marília Miranda                                        | Invitación directa   |
| Fernando Daniel            | «Medo» (Miedo)                                   | Portugués | Fernando Daniel     | Música: Fernando Daniel, Diana Lima Letra: Fernando Daniel, Diana Lima                            | Invitación directa   |
| HENKA                      | «I Wanna Destroy U» (Quiero destruirte)          | Inglés    | HENKA               | Música: Cat Pereira, Jon Cassidy, Mirza Radonjica, Meyrick De La Fuente Letra: Cat Pereira        | Convocatoria abierta |
| Inês Marques Lucas         | «Quantos Queres» (Cuántos quieres)               | Portugués | Inês Marques Lucas  | Música: Inês Marques Lucas Letra: Inês Marques Lucas                                              | Convocatoria abierta |
| Jéssica Pina               | «Calafrio» (Escalofríos)                         | Portugués | Jéssica Pina        | Música: Jéssica Pina Letra: Jéssica Pina                                                          | Invitación directa   |
| JOSH                       | «Tristeza» (Tristeza)                            | Portugués | JOSH                | Música: JOSH, João Gaspar Letra: JOSH                                                             | Convocatoria abierta |
| Luca Argel ft. Pri Azevedo | «Quem Foi?» (¿Quién fue?)                        | Portugués | Luca Argel          | Música: Luca Argel Letra: Luca Argel                                                              | Invitación directa   |
| Marco Rodrigues            | «A Minha Casa» (Mi casa)                         | Portugués | Marco Rodrigues     | Música: Tiago Machado Letra: Tiago Machado, Marco Rodrigues                                       | Invitación directa   |
| Margarida Campelo          | «Eu Sei Que o Amor» (Yo sé que es el amor)       | Portugués | Margarida Campelo   | Música: Margarida Campelo Letra: Margarida Campelo, Ana Cláudia, Beatriz Pessoa                   | Invitación directa   |
| NAPA                       | «Deslocado» (Desplazado)                         | Portugués | NAPA                | Música: NAPA Letra: João Guilherme Gomes                                                          | Invitación directa   |
| Peculiar                   | «Adamastor» (Adamastor)                          | Portugués | Peculiar            | Música: João Nicolau Quintela Letra: João Nicolau Quintela                                        | Invitación directa   |
| Rita Sampaio               | «Voltas» (Veces)                                 | Portugués | Tiago Sampaio       | Música: Tiago Sampaio Letra: Rita Sampaio, Tiago Sampaio                                          | Invitación directa   |
| TOTA                       | «Á-Tê-Xis» (ATX (Tecnología Avanzada Extendida)) | Portugués | EU.CLIDES           | Música: EU.CLIDES, TOTA Letra: TOTA                                                               | Invitación directa   |
| Xico Gaiato                | «Ai Senhor!» (¡Ay, Señor!)                       | Portugués | Xico Gaiato         | Música: Xico Gaiato, Constantino, Tiago Matos Letra: Xico Gaiato                                  | Convocatoria abierta |

## Festival

### Semifinales

#### Semifinal 1
La primera semifinal se celebró en los estudios de la RTP el 24 de febrero de 2025, siendo presentada por Jorge Gabriel y José Carlos Malato.El orden de actuación fue publicado el 11 de febrero de 2025.Actuaron como invitados en la gala el grupo Fogo Fogo que fueron acompañados por la Orquestra das Batukadeiras de Portugal con el tema «Umbadá».
10 canciones compitieron por 6 pases a la final por medio de dos rondas de votación.Los resultados publicados dos días después de finalizado el concurso, dieron como ganadora de la semifinal a Margarida Campelo con el tema jazz «Eu Sei Que o Amor» con un total de 15 puntos, habiendo sido la opción preferida del jurado profesional y apenas obtener 3 puntos del televoto. Empatado a 15 puntos, se ubicó Bluay en segundo puesto de la semifinal. El resto de clasificados fueron Jéssica Pina, Marco Rodrigues y JOSH, éste último empatado con Peculiar a 13 puntos y avanzando al recibir una mejor puntuación del jurado. En la repesca, el cantante Peculiar fue el último clasificado a la final tras obtener el 43.63% de los votos del público.
| N.º | Intérprete          | Canción             | 1.ª ronda | 1.ª ronda | 1.ª ronda | 1.ª ronda | 1.ª ronda | 2.ª ronda | 2.ª ronda |
| N.º | Intérprete          | Canción             | J         | T         | T         | Lugar     | Puntos    | Lugar     | %         |
| --- | ------------------- | ------------------- | --------- | --------- | --------- | --------- | --------- | --------- | --------- |
| 1   | Xico Gaiato         | «Ai Senhor!»        | 5         | 12.24%    | 7         | 8         | 12        | 2         | 19.07%    |
| 2   | Rita Sampaio        | «Voltas»            | 1         | 2.89%     | 1         | 10        | 2         | 5         | 7.27%     |
| 3   | Du Nothin           | «Sobre Nós»         | 4         | 6.83%     | 2         | 9         | 6         | 4         | 14.90%    |
| 4   | Marco Rodrigues     | «A Minha Casa»      | 2         | 13.63%    | 12        | 4         | 14        | —         | —         |
| 5   | Margarida Campelo   | «Eu Sei Que o Amor» | 12        | 7.34%     | 3         | 1         | 15        | —         | —         |
| 6   | JOSH                | «Tristeza»          | 7         | 11.97%    | 6         | 5         | 13        | —         | —         |
| 7   | Capital Da Bulgária | «Lisboa»            | 8         | 8.34%     | 4         | 7         | 12        | 3         | 15.11%    |
| 8   | Bluay               | «Ninguém»           | 10        | 10.89%    | 5         | 2         | 15        | —         | —         |
| 9   | Jéssica Pina        | «Calafrio»          | 6         | 12.59%    | 8         | 3         | 14        | —         | —         |
| 10  | Peculiar            | «Adamastor»         | 3         | 13.28%    | 10        | 6         | 13        | 1         | 43.63%    |

#### Semifinal 2
La segunda semifinal se celebró en los estudios de la RTP el 1 de marzo de 2025, siendo presentada por Tânia Ribas de Oliveira y Sónia Araújo.El orden de actuación fue publicado el 11 de febrero de 2025.Actuaron como invitados en la gala el grupo Os Assessores que fueron acompañados por Sara Correia, Selma Uamuse y Ana Bacalhau haciendo un homenaje al Festival RTP da Canção 1975 en su 50° aniversario.
10 canciones compitieron por 6 pases a la final por medio de dos rondas de votación.Los resultados publicados dos días después de finalizado el concurso, dieron como ganador de la semifinal al grupo indie NAPA con la canción soft-rock «Deslocado», obteniendo 20 puntos, logrando ganar la votación del público y ser terceros en la votación del jurado. La favorita del jurado, Diana Vilarinho obtuvo el segundo lugar de la semifinal con 18 puntos. El resto de clasificados fueron bombazine, Emmy Curl y Fernando Daniel. En la repesca, la cantante HENKA fue la última clasificada a la final tras obtener el 53.58% de los votos.
| N.º | Intérprete                 | Canción             | 1.ª ronda | 1.ª ronda | 1.ª ronda | 1.ª ronda | 1.ª ronda | 2.ª ronda | 2.ª ronda |
| N.º | Intérprete                 | Canción             | J         | T         | T         | Lugar     | Puntos    | Lugar     | %         |
| --- | -------------------------- | ------------------- | --------- | --------- | --------- | --------- | --------- | --------- | --------- |
| 1   | A Cantadeira               | «Reponso a Mulher»  | 1         | 5.32%     | 5         | 10        | 6         | 2         | 17.82%    |
| 2   | TOTA                       | «Á-Tê-Xis»          | 6         | 2.07%     | 1         | 8         | 7         | 5         | 6.65%     |
| 3   | bombazine                  | «Apago Tudo»        | 7         | 13.16%    | 7         | 3         | 14        | —         | —         |
| 4   | Emmy Curl                  | «Rapsódia Da Paz»   | 10        | 2.61%     | 3         | 4         | 13        | —         | —         |
| 5   | Inês Marques Lucas         | «Quantos Queres»    | 5         | 3.76%     | 4         | 7         | 9         | 3         | 12.44%    |
| 6   | Fernando Daniel            | «Medo»              | 3         | 18.98%    | 10        | 5         | 13        | —         | —         |
| 7   | Luca Argel ft. Pri Azevedo | «Quem Foi?»         | 4         | 2.50%     | 2         | 9         | 6         | 4         | 9.51%     |
| 8   | NAPA                       | «Deslocado»         | 8         | 25.70%    | 12        | 1         | 20        | —         | —         |
| 9   | Diana Vilarinho            | «Cotovia»           | 12        | 7.66%     | 6         | 2         | 18        | —         | —         |
| 10  | HENKA                      | «I Wanna Destroy U» | 2         | 18.23%    | 8         | 6         | 10        | 1         | 53.58%    |

### Final
La final se celebró en los estudios de la RTP el 8 de marzo de 2025, siendo presentada por Vasco Palmeirim y Filomena Cautela. El orden de actuación fue publicado el 3 de marzo de 2025 durante el programa de la RTP, A Nossa Tarde, abriéndose en ese mismo momento la votación del público. Actuaron durante el periodo de votaciones: iolanda, ganadora del Festival da Canção anterior, con una reversión de su tema «Grito», el grupo Expresso Transatlântico que actuaron junto a Ana Lua Caiano y The Legendary Tigerman con un homenaje a Carlos Paredes en el 100º aniversario de su nacimiento y por último un medley de las canciones ganadoras de Suiza en el Festival de Eurovisión hecho por João Borsch junto a Maria João y HUCA.
Tras las votaciones, el grupo madeirense NAPA fue declarado ganador con 17 puntos de 24 posibles. El tema «Deslocado», compuesto por los cinco miembros del grupo, venció tras ser segundo en la votación del público y cuarto en la votación del jurado regional (incluyendo la máxima puntuación de su región, Madeira). El tema, que habla de los personas migrantes de Madeira y de Portugal por sus condiciones de vida, había conseguido notoriedad en plataformas de Spotify, YouTube y TikTok, logrando entrar al Top 50 de Spotify Portugal semanas antes del festival y alcanzando la 1ª posición del Top el lunes posterior a su victoria. El segundo puesto fue para la cantante Diana Vilarinho, ganadora del jurado regional, empatada a 17 puntos con NAPA pero cuyo menor televoto desempató el resultado en favor del grupo. El top 4 del concurso fue completado por el máximo favorito Fernando Daniel y la cantante HENKA, ganadora del televoto.
| N.º | Intérprete        | Canción             | Jurado | Jurado | Televoto | Televoto | Lugar | Puntos |
| N.º | Intérprete        | Canción             | Votos  | Puntos | %        | Puntos   | Lugar | Puntos |
| --- | ----------------- | ------------------- | ------ | ------ | -------- | -------- | ----- | ------ |
| 1   | bombazine         | «Apago Tudo»        | 27     | 2      | 5.98%    | 6        | 7     | 8      |
| 2   | Margarida Campelo | «Eu Sei Que o Amor» | 37     | 6      | 1.00%    | 0        | 9     | 6      |
| 3   | HENKA             | «I Wanna Destroy U» | 18     | 0      | 29.83%   | 12       | 4     | 12     |
| 4   | Bluay             | «Ninguém»           | 16     | 0      | 1.82%    | 1        | 12    | 1      |
| 5   | Jéssica Pina      | «Calafrio»          | 52     | 10     | 2.19%    | 2        | 6     | 12     |
| 6   | Marco Rodrigues   | «A Minha Casa»      | 28     | 3      | 3.24%    | 4        | 8     | 7      |
| 7   | NAPA              | «Deslocado»         | 38     | 7      | 21.14%   | 10       | 1     | 17     |
| 8   | Peculiar          | «Adamastor»         | 26     | 1      | 2.78%    | 3        | 10    | 4      |
| 9   | Fernando Daniel   | «Medo»              | 42     | 8      | 15.57%   | 8        | 3     | 16     |
| 10  | Emmy Curl         | «Rapsódia Da Paz»   | 31     | 4      | 1.80%    | 0        | 11    | 4      |
| 11  | JOSH              | «Tristeza»          | 34     | 5      | 8.74%    | 7        | 5     | 12     |
| 12  | Diana Vilarinho   | «Cotovia»           | 57     | 12     | 5.91%    | 5        | 2     | 17     |

| N.º | Artista           | Canción             | Norte | Centro | Lisboa y Valle de Tajo | Alentejo | Algarve | Madeira | Azores | Total | Puntos |
| --- | ----------------- | ------------------- | ----- | ------ | ---------------------- | -------- | ------- | ------- | ------ | ----- | ------ |
| 1   | bombazine         | «Apago Tudo»        | 1     | 3      | 4                      | 6        | 1       | 0       | 12     | 27    | 2      |
| 2   | Margarida Campelo | «Eu Sei Que o Amor» | 8     | 2      | 6                      | 4        | 4       | 7       | 6      | 37    | 6      |
| 3   | HENKA             | «I Wanna Destroy U» | 10    | 5      | 0                      | 1        | 0       | 2       | 0      | 18    | 0      |
| 4   | Bluay             | «Ninguém»           | 0     | 4      | 1                      | 3        | 3       | 1       | 4      | 16    | 0      |
| 5   | Jéssica Pina      | «Calafrio»          | 3     | 6      | 7                      | 12       | 8       | 8       | 8      | 52    | 10     |
| 6   | Marco Rodrigues   | «A Minha Casa»      | 0     | 0      | 12                     | 7        | 2       | 6       | 1      | 28    | 3      |
| 7   | Os NAPA           | «Deslocado»         | 2     | 7      | 5                      | 5        | 0       | 12      | 7      | 38    | 7      |
| 8   | Peculiar          | «Adamastor»         | 12    | 0      | 0                      | 0        | 12      | 0       | 2      | 26    | 1      |
| 9   | Fernando Daniel   | «Medo»              | 7     | 10     | 8                      | 8        | 6       | 3       | 0      | 42    | 8      |
| 10  | Emmy Curl         | «Rapsódia Da Paz»   | 5     | 1      | 3                      | 2        | 5       | 5       | 10     | 31    | 4      |
| 11  | JOSH              | «Tristeza»          | 6     | 12     | 2                      | 0        | 7       | 4       | 3      | 34    | 5      |
| 12  | Diana Vilarinho   | «Cotovia»           | 4     | 8      | 10                     | 10       | 10      | 10      | 5      | 57    | 12     |

#### Máximas Puntuaciones
| N. | A                   | De                     |
| -- | ------------------- | ---------------------- |
| 2  | «Adamastor»         | Norte, Algarve         |
| 1  | «Tristeza»          | Centro                 |
| 1  | «A Minha Casa»      | Lisboa y Valle de Tajo |
| 1  | «Calafrio»          | Alentejo               |
| 1  | «Deslocado»         | Madeira                |
| 1  | «Apago Tudo»        | Azores                 |
| 1  | «I Wanna Destroy U» | Público                |

## Audiencias
| Gala        | Fecha                 | Audiencia    | Audiencia         | Ref.   |
| Gala        | Fecha                 | Espectadores | Cuota de pantalla | Ref.   |
| ----------- | --------------------- | ------------ | ----------------- | ------ |
| Semifinal 1 | 22 de febrero de 2025 | 387,000      | 8.7%              | [ 28 ] |
| Semifinal 2 | 1 de marzo de 2025    | 493,000      | 12.0%             | [ 29 ] |
| Final       | 8 de marzo de 2025    | 450,000      | 11.5%             | [ 30 ] |